# ƪ
ƪ (зеркальная эш с петлёй) — буква расширенной латиницы, устаревший символ МФА.

## Использование
Использовалась в транскрипции языка тсвана Соломона Плааки и Дэниела Джонса (1916) для обозначения звука, описанного как огублённый [ç] или [ʃ], а также в составе диграфа cƪ для обозначения [c͡çʷ] или [c͡ʃʷ].
Была впервые упомянута в документах МФА в 1921 году как символ для огублённого глухого альвеолярного или палатального фрикатива, используемого в некоторых южноафриканских языках, в частности, га. Была официально утверждена в 1928 году с описанием «огублённый [ʃ]», в 1976 году исключена по причине неиспользуемости.

## Юникод
Включена в стандарт Юникод начиная с версии 1.0.0 в блоке «Расширенная латиница — B» (англ. Latin Extended-B) под шестнадцатеричным кодом U+01AA.